# Taurus (locomotief)

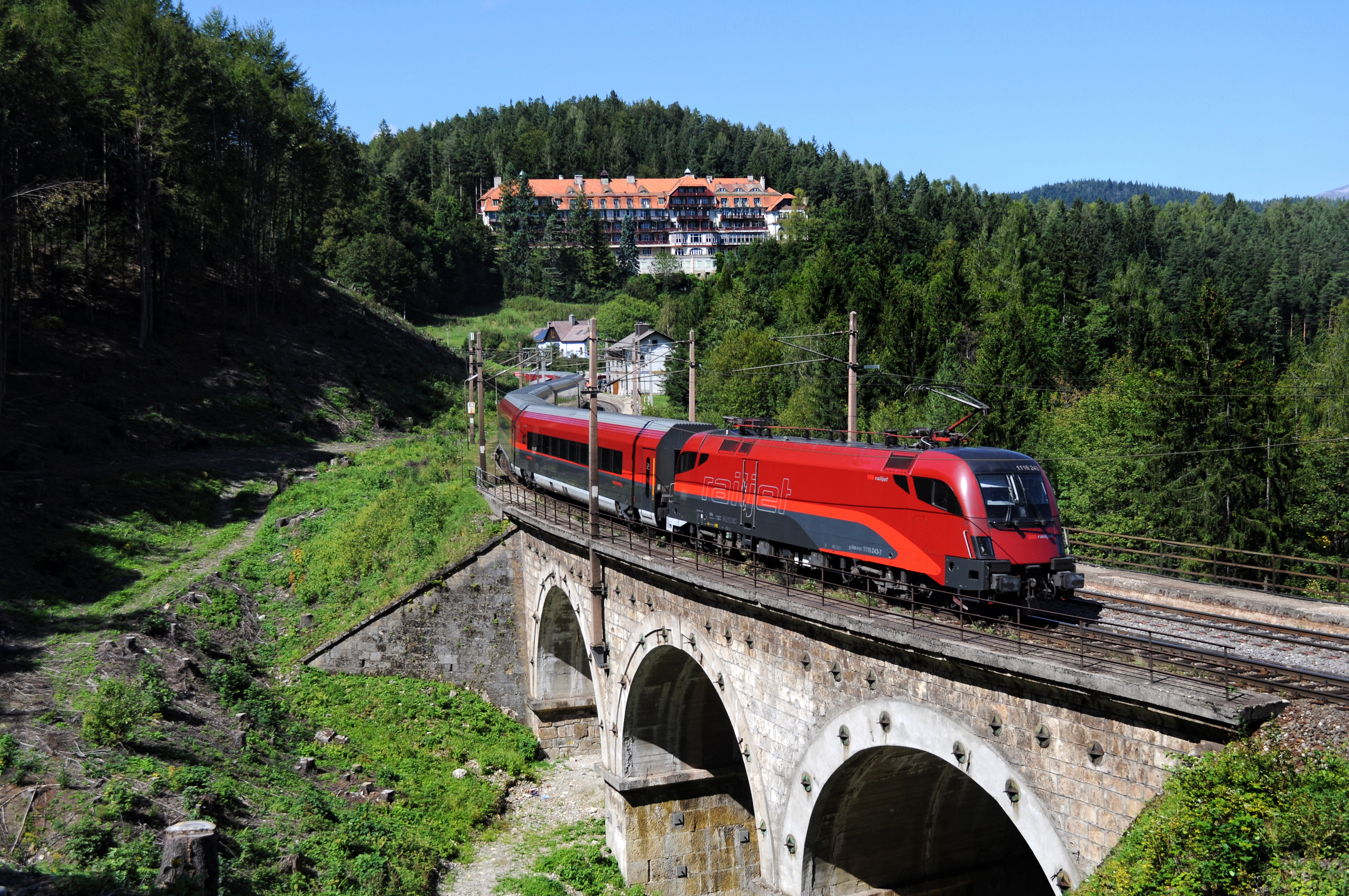
elektrische locomotief op een spoorlijn in de Alpen.

De Taurus is een officiële bijnaam van de Österreichische Bundesbahnen voor drie typen universele elektrische locomotieven gebouwd door Siemens. Taurus I en II zijn een één- en een tweespanningsloc Rh 1016 en Rh 1116, beide van het type ES 64 U2. Taurus III is een multicourante locomotief Rh 1216, type ES 64 U4. Omdat de locs later ook verkocht zijn aan andere maatschappijen, wordt de bijnaam ook gebruikt om deze, vaak aangepaste varianten, aan te duiden.
De locomotieftypen zijn onderdeel van het EuroSprinter-platform en deze is inmiddels opgevolgd door het  Siemens Vectron-platform.

## Geschiedenis
In de jaren 90 had de ÖBB de behoefte aan nieuwe elektrische locomotieven. Nadat in 1996 drie locomotieven serie 1012 waren afgeleverd die niet bevielen, werd er een Europese aanbesteding uitgeschreven. Deze 75 locomotieven zouden zeer hoge prestaties als belangrijkste eis hebben. De serie zou vierassig moeten zijn, een maximumsnelheid van 230 km/h moeten kunnen halen, een aanzetkracht van 300 kN. De serie moest over een vermogen van 6400 kW beschikken en de aslast mocht niet boven de 21,5 ton komen. Ze moesten geschikt zijn voor het rijden van hogesnelheidstreinen tot zware goederentreinen, kortom: een multifunctionele loc.
Later is een deel van de bestelling omgezet in locs type ES 64 U4 (Rh1216). Deze machines zijn een verdere ontwikkeling van de originele bestelling. Het zijn universele meerspanningslocomotieven en ze hebben een licht gewijzigd uiterlijk, o.a. twee deuren per kant in plaats van een. Het vermogen is iets minder (6.000ES kW), maar de maximumsnelheid en aanzetkracht zijn hetzelfde als hun voorgangers. Doordat de loc ook met 3.000 V kan rijden, kan deze technisch gezien ook op het Italiaanse spoorwegnet gebruikt worden. Dit gebeurt ook met een aantal locomotieven die zijn voorzien van het juiste beveiligingssysteem SMCT.
De ÖBB 1216 050, ES 64 U4, Taurus III heeft op 2 september 2006 met 357 km/h het wereldsnelheidsrecord voor locomotieven verbroken.

## Varianten

### ES 64 U2 / Taurus I/II
- Taurus I / ÖBB Rh 1016 (ES 64 U2); Universele elektrische locomotief voor de ÖBB
- Taurus II / ÖBB Rh 1116 (ES 64 U2); Universele tweespanningslocomotief voor de ÖBB
- DB Baureihe 182 (ES 64 U2); Universele tweespanningslocomotief voor de Deutsche Bahn

### ES 64 U4 / Taurus III
- Taurus III / ÖBB Rh 1216 (ES 64 U4); Universele meerspanningslocomotief voor de ÖBB
- Baureihe 183 (ES 64 U4-G); Universele tweespanningslocomotief locomotief voor Regentalbahn, gebruikt voor de Arriva-Länderbahn-Express-diensten.
- PKP EU 44 (ES 64 U4); Universele tweespanningslocomotief locomotief voor de PKP

## Eigenaren

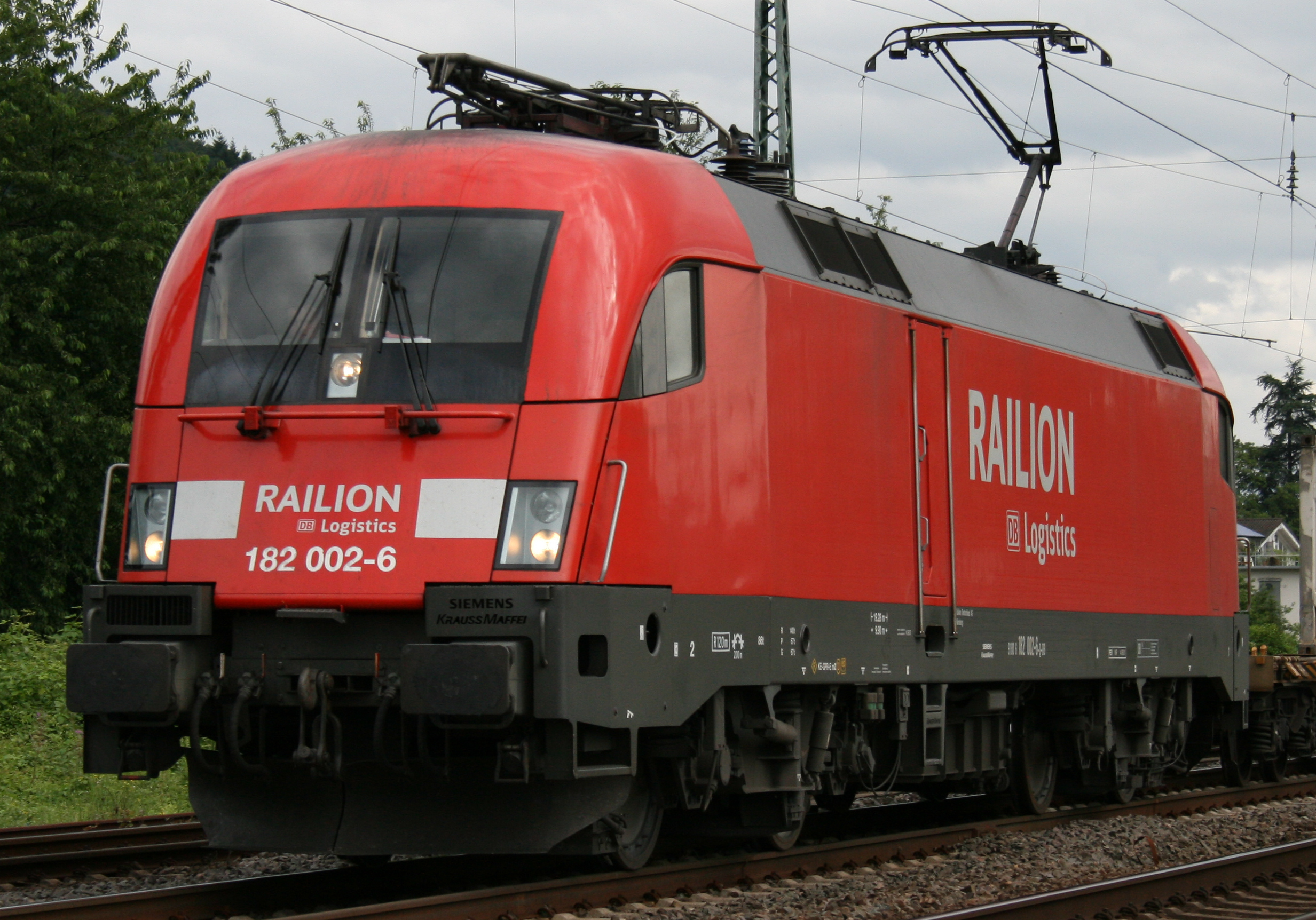
Taurus Baureihe 182 van Railion

| Maatschappij                         | Land       | Aantal | Type    | Serie  | Bouwjaren   | Opmerking                                |
| ------------------------------------ | ---------- | ------ | ------- | ------ | ----------- | ---------------------------------------- |
| Hector Rail                          | Zweden     | 7      | ES64U2  | 242    | 2000-2003   | Overgenomen van MRCE, Inzet in Duitsland |
| GySEV                                | Hongarije  | 5      | ES64U2  | 1047   | 2002        |                                          |
| MÁV                                  | Hongarije  | 10     | ES64U2  | 1047   | 2002        |                                          |
| ÖBB                                  | Oostenrijk | 50     | ES64U2  | 1016   | 1999 - 2001 |                                          |
| ÖBB                                  | Oostenrijk | 282    | ES64U2  | 1116   | 2001 - 2005 |                                          |
| ÖBB                                  | Oostenrijk | 50     | ES64U4  | 1216   | 2006 - 2007 |                                          |
| PKP                                  | Polen      | 10     | ES64U4  | EU 44  | 2008        |                                          |
| DB                                   | Duitsland  | 25     | ES64U2  | 182    | 2001        |                                          |
| Netinera / Arriva-Länderbahn-Express | Duitsland  | 5      | ES64U4  | 183    | 2007 / 2009 |                                          |
| NMBS                                 | België     | 120    | ES 2007 | HLE 18 | 2009 - 2012 |                                          |
| CP                                   | Portugal   | 25     | ES 2007 | 4700   | 2009        |                                          |

## Opvolger
Het EuroSprinter platform is inmiddels vervangen door de ES 2007 locomotieffamilie, die op haar beurt weer is vervangen door de Vectron locomotieffamilie. De vernieuwde cabine zal meer veiligheid bieden aan de machinisten. Dit ontwerp lijkt echter wat minder op een 'Taurus' (stier).